# Araneus badongensis
Araneus badongensis är en spindelart som beskrevs av Song och Zhu 1992. Araneus badongensis ingår i släktet Araneus och familjen hjulspindlar. Inga underarter finns listade i Catalogue of Life.